# Rodrigo Mazur
Rodrigo Nicolás Mazur (Buenos Aires, Argentina, 3 de enero de 1992) es un futbolista argentino surgido del Club Ferro Carril Oeste que actualmente se desempeña en Club Atlético Temperley. Su representante es su padre, Darío Mazur.
Su hermano Federico Mazur es un futbolista argentino que se desempeña como defensor en el Gimnasia de Mendoza.

## Trayectoria

### Ferro
Tras haber realizado todas las divisiones inferiores en el club es convocado por primera vez a realizar la pretemporada en julio del 2013 de cara al Campeonato de Primera B Nacional 2013-14. Fue convocado por primera vez al banco de suplentes en la fecha 24 contra Atlético de Tucumán, siendo que no ingresó. Su debut profesional se produjo el 26 de febrero de 2014 en Ferro, ingresando a los 26 minutos del primer tiempo por la lesión de Marcos Sánchez en el partido contra Independiente Rivadavia, en total en dicho partido disputó 66 minutos y Ferro ganó 3-0. En la siguiente fecha contra Huracán debuta como titular, disputando los 90 minutos y recibiendo su primera tarjeta amarilla. En su primera temporada disputó en total 5 partidos, dos por Copa Argentina, no convirtió goles y recibió dos tarjetas amarillas en los 412 minutos disputados.
Arrancó la pretemporada con el plantel titular de cara al siguiente campeonato y tras haber rendido bien en los partidos que le tocó disputar, se gana el puesto de titular para disputar el Campeonato de Primera B Nacional 2014. Debuta en la Copa Argentina como titular en el partido contra River Plate, siendo que el verdolaga queda eliminado de la misma al perder por penales. Debuta como titular en el campeonato en la segunda fecha y ya no dejaría el puesto. En total disputó 14 partidos en los que no convirtió ningún gol.
Es convocado nuevamente para la pretemporada de cara al Campeonato de Primera B Nacional 2015 en el predio del Club en Pontevedra. Debuta en la primera fecha contra Atlético Paraná como titular disputando los 90 minutos. Su primer gol en el campeonato lo marcó en la tercera fecha contra Sportivo Estudiantes. Tras un buen campeonato se clasifica al reducido en el que deberán disputar la primera fase contra Santamarina. Disputa los dos partidos como titular, pero lamentablemente el equipo queda eliminado. En total disputó 40 partidos en los que marcó 1 gol.
Tras un gran campeonato sigue siendo una parte muy importante del equipo y titular indiscutido en la defensa. Comienza la pretemporada con el equipo de cara al Campeonato de Primera B Nacional 2016 en el que debuta en la primera fecha contra Atlético Paraná con la 3 y la cinta de capitán. Su primer gol lo marcó contra Sportivo Estudiantes. En total disputó 15 partidos y marcó un gol.
Comienza la nueva temporada lesionado y con un conflicto contractual dado que no se avanzaba con su renovación, pero pudo lubricar la misma y sumarse a la pretemporada donde rápidamente se definió que debía ser intervenido quirúrgicamente, afortunadamente la operación salió bien y se estimaba un tiempo de recuperación de 4 a 6 meses aproximadamente, tiempo en el cual su lugar en el equipo sería ocupado por Jonathan Bay. Al comenzar la pretemporada de la segunda parte del Campeonato de Primera B Nacional 2016-17 Rodrigo intensifica los trabajos físicos luego de la operación de cadera y en enero se entrenaba de manera diferenciada con el resto del plantel y en febrero ya disputaba los partidos amistosos. Si bien en marzo ya estaba reintegrado al plantel, aún debía recuperar consideración en su competencia por el puesto. Fue convocado al banco de suplentes por primera vez en el partido contra Club Atlético Los Andes sin ingresar en el mismo. Tras varios partidos en los que fue convocado pero no ingresó, se produce su debut como titular en junio, casi finalizando el campeonato. En total terminaría disputando 3 partidos sin convertir goles.
De cara a la siguiente pretemporada, continúa en el verdolaga disputando el lugar con Bay, siendo que en la primera mitad del campeonato no disputa ni un solo minuto. Realiza su debut en la Campeonato de Primera B Nacional 2017-18 en la decimoséptima fecha al ser titular y disputar los 90 minutos. Su único gol del campeonato lo marcó 4 fechas después. En total disputó 7 partidos en la temporada.
Al finalizar el campeonato se confirma que Bay no continuaría y al poco tiempo se confirma  la renovación del "Polaco" hasta el 31 de diciembre del 2019 confirmándose así su presencia en la pretemporada de cara al Campeonato de Primera B Nacional 2018-19. Ya sin la competencia que tenía antes disputaba el puesto con Lucas Ferrari por lo que se perfilaba como titular aún cuando sufre una lesión en su mano que complicaría la puesta a punto. Llegó al debut en la primera fecha siendo el mejor jugador de la defensa Contra Nueva Chicago disputando 66 minutos antes de salir reemplazado por Bruno Barranco, cambio ofensivo que sacaba un defensor y sumaba un delantero. En total disputó 22 partidos sin convertir goles.
Continúa en el equipo de cara al Campeonato de Primera Nacional 2019-20, comienza como titular al debutar en la primera fecha del campeonato contra Atlanta, partido en el cual disputa los 90 minutos y convierte un gol en contra. El campeonato se cancela finalmente y queda inconcluso por la pandemia de Covid, por lo que termina disputando 18 partidos sin convertir goles.
Tras el parate por Covid continúa en Ferro tras haberse renovado de forma automática los contratos y encara el Campeonato Transición de Primera Nacional 2020 aún como el 3 titular del equipo. Debuta en la primera fecha completando los 90 minutos y sin convertir goles. En total disputa  partidos en los que no convierte goles.
Durante su larga etapa en Ferro, Mazur fue dirigido por varios entrenadores, Luis Medero y Claudio Marini,  José Romero,  Marcelo Broggi,  Walter Perazzo,  Gustavo Coleoni,  Fabio Radaelli,  Alejandro Orfila y  Jorge Cordón fueron los técnicos que tuvo en siete años. En total, en esta institución disputó 134 partidos y convirtió 3 goles. Al irse declaró:
“Hoy es un día muy especial, me toca despedirme del club que hizo cumplir mi sueño, donde pasé gran parte de mi vida y crecí como profesional y como persona, y a pesar de buenos o malos momentos siempre me entregué y dí el 100”.

### Instituto
Llega a la Gloria por un año tras haber disputado toda su carrera en el verdolaga. Debuta en la primera fecha del Campeonato de Primera Nacional 2021 como titular y disputando los 90 minutos sin recibir tarjetas. En la decimosegunda fecha convierte su primer gol a los dos minutos del primer tiempo. En total disputó 31 partidos en los que convirtió 3 goles y recibió 8 tarjetas amarillas sin hbaer sido exulsado en todo el campeonato.

### Defensores de Belgrano
Tras una buena temporada llega al dragón firmando un contrato por un año hasta el 31 de diciembre del 2022, debiendo disputar el Campeonato de Primera Nacional 2022. Debuta en la primera fecha del campeonato con la 3 en la espalda, siendo titular, disputando los 90 minutos y marcando su primer gol en el equipo. Tras un buen campeonato se clasifica al reducido para disputar el ascenso disputando su primer partido contra All Boys a quien termina eliminando por 2 a 0. Rodrigo disputa ese partido como titular. En total disputó 35 partidos en la temporada en los que convirtió dos goles.

## Estadísticas
Actualizado al 6 de agosto de 2024

| Club | Div.          | Temporada     | Liga  | Liga  | Copas | Copas | Copas | Copas | Total | Total | Media |
| Club | Div.          | Temporada     | Part. | Goles | Part. | Goles | Part. | Goles | Part. | Goles | Media |
| --- | ------------- | ------------- | ----- | ----- | ----- | ----- | ----- | ----- | ----- | ----- | ----- |
| Ferro Argentina | 2.ª           | 2013-14       | 3     | 0     | 2     | 0     | —     | —     | 5     | 0     | 0     |
| Ferro Argentina | 2.ª           | 2014          | 13    | 0     | 1     | 0     | —     | —     | 14    | 0     | 0     |
| Ferro Argentina | 2.ª           | 2015          | 39    | 1     | 1     | 0     | —     | —     | 40    | 1     | 0.03  |
| Ferro Argentina | 2.ª           | 2016          | 15    | 1     | 0     | 0     | —     | —     | 15    | 1     | 0.07  |
| Ferro Argentina | 2.ª           | 2016-17       | 3     | 0     | 1     | 0     | —     | —     | 4     | 0     | 0     |
| Ferro Argentina | 2.ª           | 2017-18       | 7     | 1     | 0     | 0     | —     | —     | 7     | 1     | 0.14  |
| Ferro Argentina | 2.ª           | 2018-19       | 22    | 0     | 0     | 0     | —     | —     | 22    | 0     | 0     |
| Ferro Argentina | 2.ª           | 2019-20       | 18    | 0     | 0     | 0     | —     | —     | 18    | 0     | 0     |
| Ferro Argentina | 2.ª           | 2020          | 9     | 0     | 0     | 0     | —     | —     | 9     | 0     | 0     |
| Ferro Argentina | Total         | Total         | 129   | 3     | 5     | 0     | 0     | 0     | 134   | 3     | 0.02  |
| Instituto Argentina | 2.ª           | 2021          | 31    | 3     | 0     | 0     | —     | —     | 31    | 3     | 0.1   |
| Instituto Argentina | Total         | Total         | 31    | 3     | 0     | 0     | 0     | 0     | 31    | 3     | 0.1   |
| Def. de Belgrano Argentina | 2.ª           | 2022          | 37    | 2     | 0     | 0     | —     | —     | 37    | 2     | '0.05 |
| Def. de Belgrano Argentina | Total         | Total         | 37    | 2     | 0     | 0     | 0     | 0     | 37    | 2     | 0.05  |
| Resistencia Paraguay | 1.ª           | 2023          | 16    | 1     | 0     | 0     | —     | —     | 16    | 1     | 0.06  |
| Resistencia Paraguay | Total         | Total         | 16    | 1     | 0     | 0     | 0     | 0     | 16    | 1     | 0.06  |
| Temperley Argentina | 2.ª           | 2023          | 16    | 2     | 0     | 0     | —     | —     | 16    | 2     | 0.13  |
| Temperley Argentina | 2.ª           | 2024          | 8     | 1     | 0     | 0     | —     | —     | 8     | 1     | 0.13  |
| Temperley Argentina | Total         | Total         | 24    | 3     | 0     | 0     | 0     | 0     | 24    | 3     | 0.13  |
| Total carrera | Total carrera | Total carrera | 235   | 12    | 5     | 0     | 0     | 0     | 240   | 12    | 0.05  |
| (1) La copa nacional se refiere a la Copa Argentina y Supercopa Argentina . (2) La copa internacional se refiere a la Copa Sudamericana, Recopa Sudamericana, Copa Libertadores y Copa Suruga Bank. |               |               |       |       |       |       |       |       |       |       |       |